# 홍상표 (1957년)
홍상표(洪相杓, 1957년 ~ )은 대통령실 홍보수석비서관을 역임했다.

## 학력
- 금화초등학교 (졸업)
- 대신중학교 (졸업)
- 휘문고등학교 (졸업)
- 한국외국어대학교 (정치외교학 / 학사)

## 경력
- 1982: 연합통신 기자
- 1994: YTN 정치부 기자
- YTN 사회1부장
- YTN 정치부장
- YTN 국제부장
- 2004.05~2005.09: YTN 보도국 부국장
- 2005.09~2005.12: YTN 보도국장
- YTN 마케팅국장
- YTN 경영기획실장
- YTN 경영담당 상무이사
- 2010.07~2011.06: 대통령실 홍보수석비서관 (이명박 정부)
- 2012.03~2014.12: 제2대 한국콘텐츠진흥원장
- 2015.08: 국민대학교 사회과학대학 언론정보학부 초빙교수
- 2017: 서초문화원 이사/운영원장
- 2021.08~2021.11: 홍준표 jp희망캠프 미디어총괄본부장
- 2022.11~2025.01: 충북청소년종합진흥원장
- 충청북도 특별고문
- 2024.03~ : CJ ENM 사외이사
  - CJ ENM 감사위원
  - CJ ENM 보상위원
  - CJ ENM 사외이사후보추천위원장
- 2025.04~2025.04: 국민의힘 홍준표 제21대 대통령 선거 경선후보 무대홍 캠프 언론총괄본부장